# 紫外線天文学
紫外線天文学（しがいせんてんもんがく、英語：ultraviolet astronomy）は、天文学や天体物理学の一分野で、紫外線の波長で観測できる天体を扱うものである。

## 概要
紫外線は、およそ10nm（極外紫外線）から380nm（近紫外線）までの波長域に分布する。
紫外線のスペクトル線測定は、星間物質の化学的組成、密度そして温度、さらに若い恒星の温度と組成を識別するために使われている。紫外線の観測によって、宇宙の進化についての極めて重要な情報を得ることも可能である。
紫外線で観測する宇宙は、可視光線で見た馴染み深い恒星や銀河とはかなり異なって見える。大部分の恒星は、実際のところスペクトルの可視範囲の電磁波を多く放射する比較的低温の天体である。紫外線は、より高温の天体の兆候であり、典型的には恒星の進化の初期又は晩期の段階である。もし、我々が紫外線の光で空を見ることができれば、大部分の恒星は目立つものの光に溶け込むだろう。我々は、誕生か死に近くて、熱くなり高エネルギー放射線を生み出している、とても若く巨大な恒星やとても古い恒星や銀河をいくつか見ることができるだろう。また、ガスと塵の雲が、天の川に沿って多くの方向で我々の視野をさえぎることになる。
科学者は、たいてい（鏡、レンズ、半導体デジタル検出機等の）光学用の部品が使われるので、紫外線天文学を光学天文学 (optical astronomy) の一部として分類する。
ハッブル宇宙望遠鏡やFUSEは、上空の近紫外線と遠紫外線のスペクトルを観測するための主要な宇宙望遠鏡である。

## 紫外線宇宙望遠鏡
- OAO
- IUE
- アストロン
- ハッブル宇宙望遠鏡
- FUSE
- GALEX
- スウィフト
- en:Extreme ultraviolet Imaging Telescope